# Top case

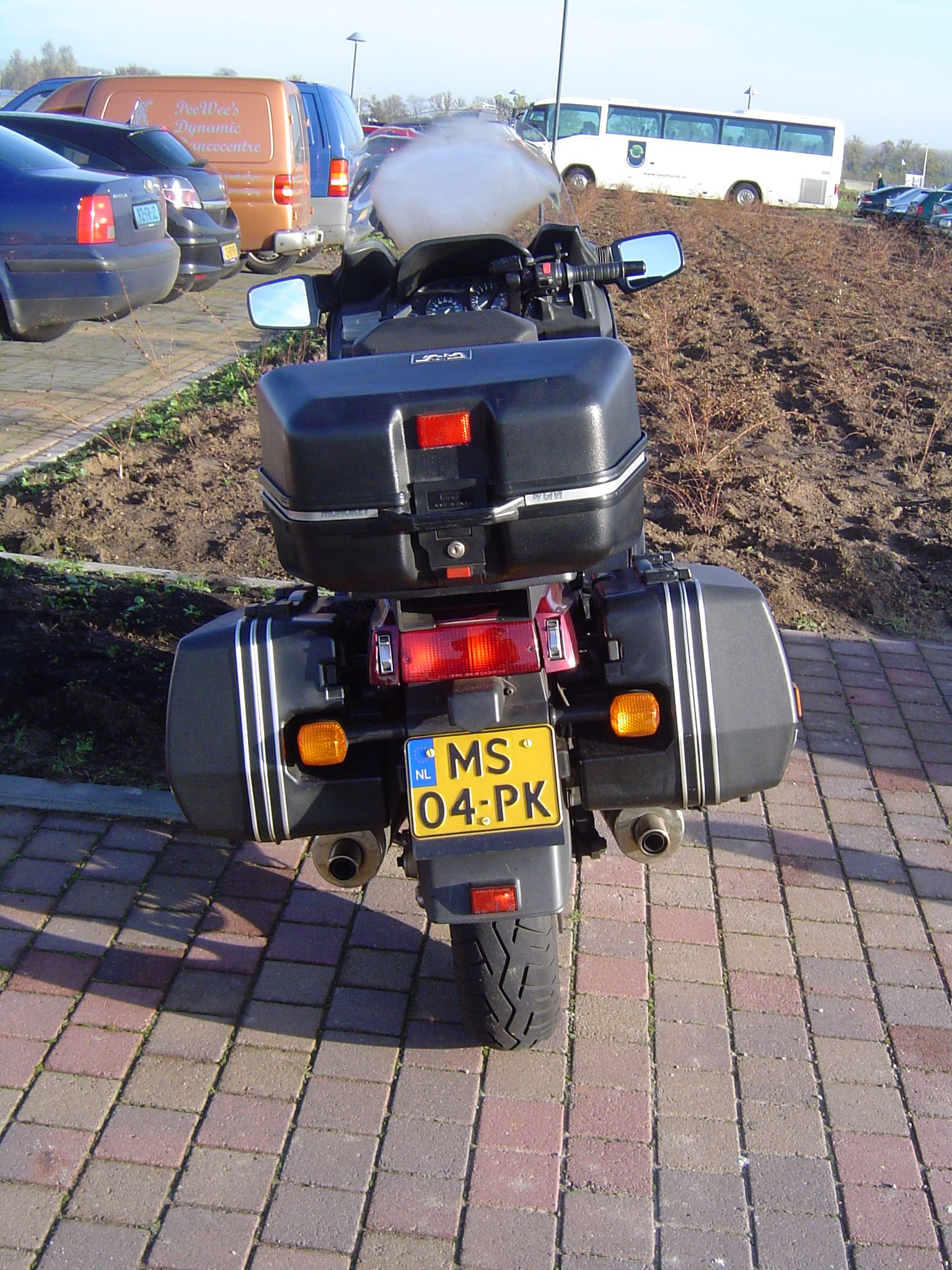
Un top case surplombant deux sacoches latérales.

Le top case est une petite valise que l'on fixe sur le porte-bagages des motos, ainsi que des velos quelques fois
Il peut être fixe ou amovible (généralement au moyen d'une clé) et d'une taille prévue pour contenir un ou deux casques.
Sa partie avant peut être munie d'un coussin, afin de servir de dossier au passager.
Certains possèdent des catadioptres.

## Sens dérivé
Il arrive que les motards surnomment « top case » leur passager(ère) haut perché(e) sur la selle.